# Hawa Ahmed Youssouf
Hawa Ahmed Youssouf (sinh ngày 9 tháng 11 năm 1966 tại Djibouti) là một chính trị gia Djiboutia, người từng được bổ nhiệm làm Bộ trưởng Phụ nữ và Gia đình và cũng là Bộ trưởng Bộ Xã hội năm 1999.

## Nghề nghiệp
Hawa Ahmed Youssouf sinh ngày 9 tháng 11 năm 1966 tại Djibouti. Bà là nữ bộ trưởng nội các Djibouti đầu tiên được bổ nhiệm làm người đứng đầu Bộ Phụ nữ và Gia đình (nay là Bộ Tiến bộ Phụ nữ, Phúc lợi Gia đình và Xã hội) từ năm 1999. Hawa là một người ủng hộ chống lại sự cắt xén bộ phận sinh dục nữ (FGM). Vào tháng 8 năm 2017, bà đã trình bày một loạt các cuộc nói chuyện trong chuyến thăm ba ngày tới Na Uy về vấn đề này sau khi nhận xét trước đó tại một hội nghị của Liên Hợp Quốc rằng trong khi Điều 333 của Bộ luật Hình sự Djibouti trong bảy năm qua đã xử phạt nghiêm khắc thủ phạm cắt xén bộ phận sinh dục nữ, "vẫn còn khoảng 90 phần trăm các bé gái 7 đến 8 tuổi tiếp xúc với truyền thống độc hại này"  ở Djibouti.
Hawa cũng đã phục vụ trong các ủy ban quốc tế quan tâm đến việc chấm dứt tình trạng bất ổn chính trị ở các khu vực tiểu sahara của châu Phi. Vào năm 2012, bà là Đại diện đặc biệt của Liên minh châu Phi tại Cộng hòa Trung Phi, tham gia giúp "gây quỹ cho giải trừ quân bị, giải ngũ và tái hòa nhập" các nạn nhân bị ảnh hưởng bởi các hoạt động của chính phủ Buzizi.